# 太白山脉 (电影)
太白山脉是一部於1994年上映的韩国电影，由林權澤执导。片名来自朝鲜半岛上的山脉太白山脈。

## 劇情
电影改编自赵廷来所写的十册大河小说《太白山脉》。故事描写了无产者（农民）和有产者（地主）之间的世代冲突，以及冲突最终演变成的左右翼意识形态对立。在讲述冲突的缘由和经过的同时，电影也描写了那个年代的人们生活中的浪漫、宗教（朝鮮神話）以及儒家思想等方面。在影片上映时的1990年代，韩国几乎所有40岁以上的人都对历史上的那次政治与意识形态冲突有了一致的定论，而本片则为观众们带来了更有深度的视点。甚至在世界步入信息时代后，上述意识形态问题依旧能对韩国总统选举产生影响。原著作者大胆地写出了这种意识形态冲突的根源，并试着细致地叙事，加入韩国通俗口语，用语言的艺术让读者体验原汁原味的韩语方言，特别是位于半岛西南部的全羅道的方言。

## 反馈
韩国电影学者金暻鉉曾表示观众和影评人对《太白山脉》“并无热情”。

## 获奖与提名

### 获奖
- 青龍電影獎最佳影片 (1994)

### 提名
- 第45届柏林国际电影节——金熊奖（1995年）[3]

### 展映
- 特柳赖德电影节（1999年）